# Giovanni Cobelli
Pour les articles homonymes, voir Cobelli.
Giovanni (de) Cobelli (né le 24 juin 1849 à Rovereto, Trentin et mort le 22 janvier 1937 dans cette même ville) est un enseignant et un naturaliste amateur italien.

## Biographie
Après des études à Rovereto, Giovanni Cobelli part pour Vienne afin d'y étudier l’histoire naturelle. De retour dans sa ville natale, il enseigne à l’institut technique, fonction qu’il occupe jusqu’en 1902. Il dirige, de 1879 à 1937, le muséum de la ville. Il collabore avec son frère aîné, Ruggero Cobelli (1838-1921), à diverses recherches sur l’histoire naturelle, principalement en entomologie. Il travaille également avec l’entomologiste Bernardino Halbherr (1844-1934).